# Henk Pieterse
Hendrik Pieterse, detto Henk (4 dicembre 1959), è un ex cestista olandese.

## Carriera
Con i Paesi Bassi ha disputato due edizioni dei Campionati europei (1983, 1987).

## Palmarès
- Campionato olandese: 4

EBBC Den Bosch: 1984-85, 1985-86, 1986-87, 1987-88
Noordkop: 1991-92
- Coppa d'Olanda: 2

Akrides Haarlem: 1991
Noordkop: 1992